# Cruz do Mérito Militar
A Cruz do Mérito Militar (em ucraniano: Хрест бойови́х заслу́г; romaniz.: Khrest boiovykh zasluh) é uma condecoração estatal da Ucrânia, estabelecida como uma distinção do Presidente da Ucrânia para reconhecer militares das Forças Armadas da Ucrânia e de outras formações militares criadas de acordo com as leis do país. É concedida por coragem pessoal excepcional e bravura, por feitos heroicos durante missões de combate em situação de risco de vida e confronto direto com o inimigo, ou ainda por liderança destacada no comando de tropas em operações militares.
O autor do design da distinção é Oleksandr Lejniev.

## História

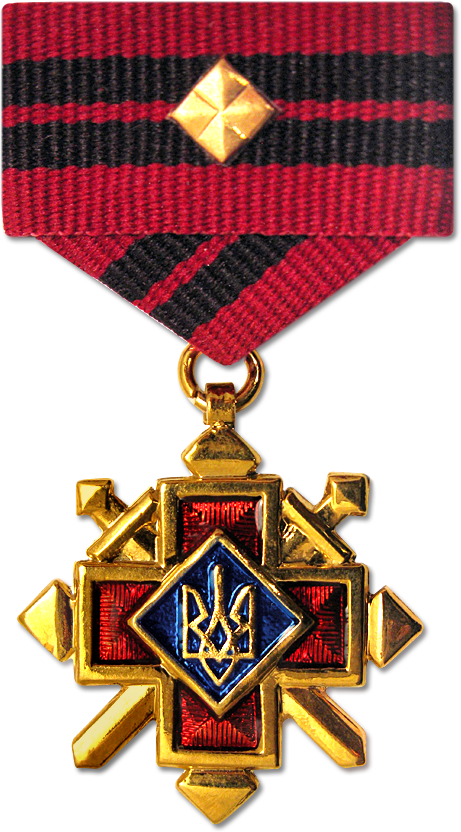
Cruz do Mérito de Combate do UPA

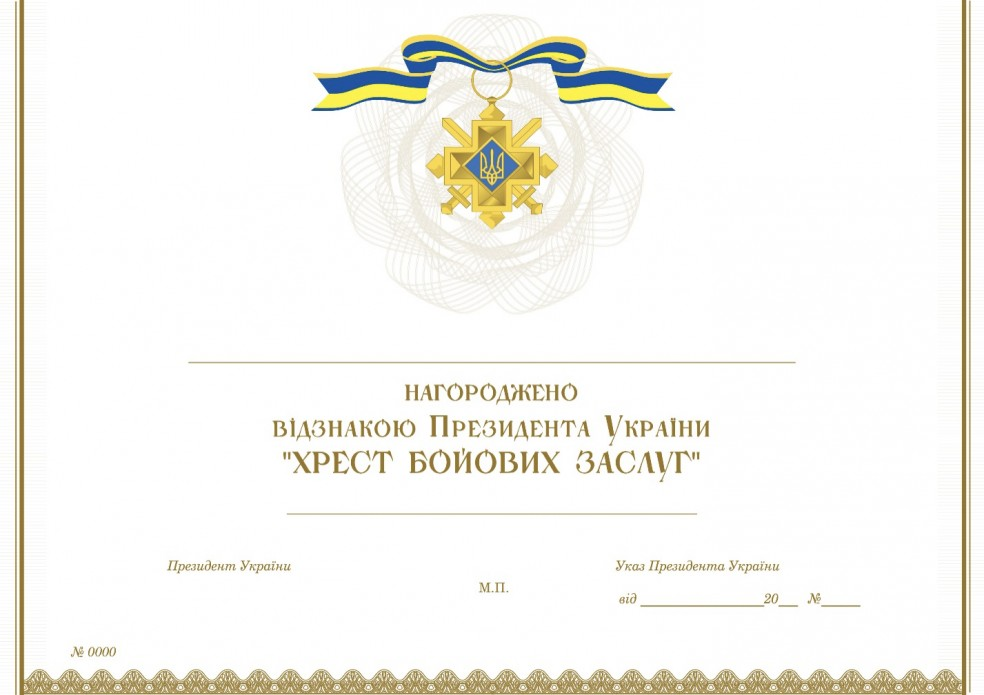
Modelo de certificado para a concessão da Cruz do Mérito Militar do Presidente da Ucrânia

O design da condecoração é baseado na histórica Cruz do Mérito de Combate do Exército Insurreto Ucraniano (UPA) e do Conselho Supremo de Libertação da Ucrânia, mas a fita apresenta as cores da bandeira atual da Ucrânia, em vez da bandeira da OUN, e as espadas estão voltadas para cima como símbolo de vitória. As condecorações da UPA foram estabelecidas pela ordem do Comando Geral da UPA (nº 3/44 de 27 de janeiro de 1944), mas não tiveram representação visual até abril de 1950. O design da condecoração foi desenvolvido pelo artista da UPA Nil Khasevytch.
A distinção presidencial da Ucrânia "Cruz do Mérito Militar" foi instituída por decreto do Presidente da Ucrânia, Volodymyr Zelensky, em 5 de maio de 2022.
Em 6 de maio de 2022, Volodymyr Zelensky entregou as primeiras condecorações de combate da Ucrânia independente — a Cruz do Mérito Militar. O primeiro condecorado foi o comandante-em-chefe das Forças Armadas da Ucrânia, general Valerii Zaluzhnyi, que desde o início da agressão armada da Rússia organizou com sucesso a defesa do país e liderou pessoalmente a resistência heroica das forças armadas à invasão.
Em 21 de dezembro de 2022, durante uma visita aos Estados Unidos, o presidente Volodymyr Zelensky, a pedido do militar ucraniano Pavlo Cherniavskyi, condecorado com a Cruz do Mérito Militar, entregou os atributos da condecoração ao presidente dos EUA, Joe Biden, como sinal de gratidão pelo apoio inestimável prestado à Ucrânia e pela contribuição dos Estados Unidos ao fortalecimento da capacidade de defesa do país.
Em 20 de fevereiro de 2025, o tenente sênior Ivan Kozin tornou-se o primeiro a ser condecorado pela segunda vez com a Cruz do Mérito Militar (Ramo de Carvalho Prateado).

## Estatuto
- A Cruz do Mérito Militar pode ser concedida a cidadãos da Ucrânia, estrangeiros e apátridas. A condecoração com a Cruz do Mérito Militar é realizada por decreto do Presidente da Ucrânia.
- A concessão da Cruz do Mérito Militar pode ocorrer postumamente.
- Uma mesma pessoa pode ser condecorada com a Cruz do Mérito Militar no máximo três vezes.
- A indicação para a concessão da Cruz do Mérito Militar e a entrega da condecoração são realizadas de acordo com o Procedimento de indicação e entrega das condecorações estatais da Ucrânia, aprovado pelo Decreto do Presidente da Ucrânia de 19 de fevereiro de 2003 nº 138.
- À pessoa condecorada pela primeira vez com a Cruz do Mérito Militar são entregues a cruz em estojo e o diploma, e na segunda e terceira vezes — o distintivo para colocação na fita da cruz, o distintivo da condecoração para colocação na barra da cruz no estojo, além do diploma. No caso de segunda e terceira concessões, no diploma, abaixo do nome da distinção, é indicado respectivamente: “(Ramo de Carvalho Prateado)” e “(Ramo de Carvalho Dourado)”.
- A distinção presidencial da Ucrânia "Cruz do Mérito Militar" é usada no lado esquerdo do peito, abaixo das ordens "Estrela de Ouro" e da distinção de Herói da Ucrânia, e antes de outras condecorações estatais. No caso de segunda e terceira concessões, o condecorado coloca na fita o respectivo distintivo.
- Em vez da cruz, o condecorado pode usar a barreta (com uniforme) ou a miniatura (com roupa civil). A barreta da cruz é usada no lado esquerdo do peito e, se o condecorado possuir barretas de outras condecorações, ela é posicionada antes das demais. Em caso de segunda e terceira concessões, usa-se apenas uma barreta da cruz com o distintivo correspondente. A miniatura é usada no lado esquerdo do peito.

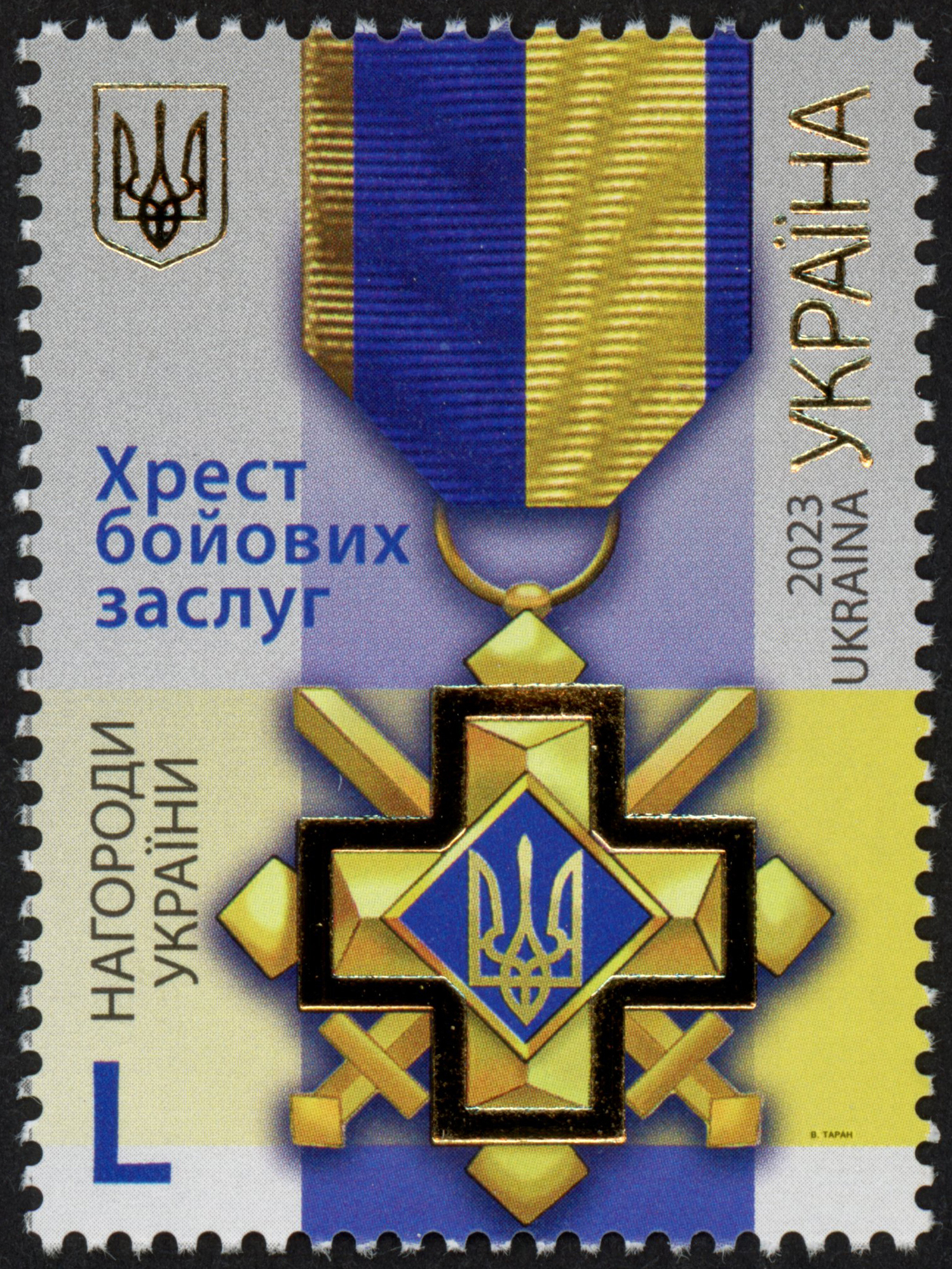
Cruz do Mérito Militar no selo postal da Ucrânia nº. 2063 de 2023

## Descrição
A Cruz do Mérito Militar é feita de prata com douração e tem a forma de uma cruz equilátera reta, cujas extremidades terminam em pentágonos, sobreposta a espadas cruzadas com as pontas voltadas para cima. Os braços da cruz são facetados. No centro da cruz há um losango coberto com esmalte azul semitransparente, no qual está representado o Emblema do Estado Principesco de Vladimir, o Grande. Todas as imagens são em relevo. O tamanho da cruz é de 40 mm. O verso da cruz é plano e possui um número gravado.
Por meio de uma argola e um anel, a cruz é presa a uma fita passada pelo anel e dobrada ao meio com as pontas dobradas junto ao anel. No verso da fita, na parte superior, há um dispositivo para fixação das extremidades da fita e para prendê-la à roupa. A fita da cruz é de moiré de seda com listras longitudinais: uma dourada de 3 mm, uma azul de 11 mm, uma amarela de 11 mm e outra azul de 3 mm.
O distintivo de segunda concessão, para ser colocado na fita, é feito de prata e representa em relevo um ramo de carvalho. No verso do ramo há um grampo para fixação à fita. O distintivo de segunda concessão para uso na barra é feito de prata e tem a forma de uma estrela quadrada com raios duplos, medindo 10 mm. No verso da estrela há um grampo para fixação na barra.
O distintivo de terceira concessão, para ser colocado na fita, é feito de prata com douração e representa em relevo um ramo de carvalho. No verso do ramo há um grampo para fixação à fita. O distintivo de terceira concessão para uso na barra é feito de prata com douração e tem a forma de uma estrela quadrada com raios duplos, medindo 10 mm. No verso da estrela há um grampo para fixação na barreta.
O distintivo de segunda ou terceira concessão é colocado no centro da (barreta.
A barra da Cruz do Mérito Militar é uma plaqueta retangular de metal coberta com a fita correspondente. Suas dimensões são: 12 mm de altura por 28 mm de largura.
A miniatura da Cruz do Mérito Militar é uma versão reduzida da cruz, sem a fita, com 17 mm de tamanho. É feita de metal amarelo. No verso da miniatura há um alfinete e um fecho tipo pressão para fixação à roupa.

Na caixa com a insígnia entregue ao condecorado, encontra-se também uma fita adicional da cruz em vermelho e preto, não mencionada no decreto de instituição da condecoração, semelhante à fita da antiga Cruz do Mérito de Combate.

A Cruz do Mérito Militar
para premiados pela primeira vez
para premiados pela segunda vez
para premiados pela terceira vez